# 30000 (عدد)
30000 (ثلاثون ألف) هو عدد صحيح. يلي العدد 29999 ويسبق العدد 40001 وهو عدد طبيعي.
الثلاثون ألف الواحدة تساوي ثلاثون ألف.

## في الرياضيات
- حسب نظام العد العشري في الرياضيات، يمكن كتابة العدد ثلاثون آلف على النحو التالي:
- 30,000 — ثلاثة متبوعةً بأربعة أصفار.
- 3 × 104 — ثلاثة في عشرة مرفوعة لأس أربعة.